# Китайские полёвки
Китайские полёвки, или южноазиатские полевки (лат. Eothenomys), — род грызунов из подсемейства полёвок (Arvicolinae) с восемью видами, которые встречаются, в основном, в Китайской Народной Республике. Чернобрюхая полёвка была избрана в качестве типового вида первооткрывателем этого рода, Джерритом Смитом Миллером.

## Описание
Представители рода — полёвки с темным мехом, который очень часто имеет латунный отлив. Шерсть густая, мягкая, довольно низкая. Окраска спины тёмно-коричневая или рыжевато-коричневая, с характерным металлическим отблеском. Брюхо голубовато-серое. Молодые окрашены темнее, чем взрослые. Длина тела 9—12,6 см, хвоста 3—5,5 см. Уши небольшие, немного выступают из меха. Подошвы позади мозолей покрыты волосами. Хвост покрыт короткими жёсткими волосками, образующими в конце небольшую кисточку.
Череп с довольно широким межглазничным промежутком. Лобно-теменные гребни не соединяются друг с другом. Слуховые барабаны без губчатой костной ткани. От других родов полёвок отличаются прежде всего по особенностям черепа и зубов, а также подразделяются на видовые группы внутри рода. Как и у двух видов рода Caryomys, которых часто относят к китайским полёвкам, у них постоянно растут коренные зубы (гипсодонтия). Коронки коренных зубов у видов Caryomys, напротив, соответствуют коренным зубам лесных полевок (Myodes). Характерной чертой Myodes является также то, что у самок есть только две пары сосков, пары отсутствуют в области подмышек и груди.

## Распространение
Центр распространения полёвок из этого рода находится в центральном и южном Китае, а некоторые виды также распространились дальше на юг, в Индию и Мьянму

## Систематика
Род Eothenomys был выделен Герритом Смитом Миллером в 1896 году с использованием в качестве номенклатурного типа чернобрюхой полёвки (Eothenomys melanogaster), впервые описанной Альфонсом Мильн-Эдвардсом в 1871 году. В целом, род состоит из восьми видов, которые делятся на две группы видов: группу Eothenomys chinensis и группу Eothenomys melanogaster:
Группа видов Eothenomys chinensis
- Китайская полёвка (Eothenomys chinensis) — обнаружена на хр. Эмэйшань и округе Лэшань в Сычуане[5] и на обоих берегах Дадухэ[6].
- Южнокитайская полёвка (Eothenomys custos) — обитает на северо-западе Юньнаня и в центре Сычуаня[5].
- Юньнаньская полёвка (Eothenomys olitor) — встречается в горных районах Юньнаня, в южном Сычуане и западном Гуйчжоу[5][7].
- Юйлуншаньская полёвка (Eothenomys proditor) — встречается в приграничном районе между Юньнанем и Сычуанем[5][8].
- Eothenomys wardi — встречается на крайнем северо-западе Юньнани в долинах Меконга и Салуина[5][9]

Группа видов Eothenomys melanogaster
- Eothenomys cachinus — встречается на юге Китая (западнее Салуина и в Дзаю на Тибете) и в прилегающих районах Мьянмы[5][10].
- Чернобрюхая полёвка (Eothenomys melanogaster) или тёмнобрюхая полёвка[2][3] — юг Китая, Тайвань и прилегающие регионы Индии, Мьянмы, Таиланда и Вьетнама[5][11].
- Eothenomys miletus — Юньнань и Сычуань восточнее Салуина и, возможно, Гуйчжоу[5][12].

Ранее представителей Caryomys относили к роду китайских полёвок. В 1996 году генетические исследования показали, что кариотип Caryomys отличается от кариотипа Eothenomys и лесных полевок (Myodes). Таким образом, последние таксономические ревизии рассматривают Caryomys как независимый род.